# Antonio Saggio
Antonio Saggio est un juge italien, né le 19 février 1934 à Naples et mort le 26 janvier 2010 à Rome. Il est président du tribunal de l'Union européenne du 18 septembre 1995 au 4 mars 1998.

## Biographie
Il étudie le droit à l'Université de Naples, où il obtient un diplôme en droit.
Il commence sa carrière en tant que magistrat dans la justice italienne, où il occupe plusieurs postes notamment au Ministère de la Justice italien dont il est le conseiller auprès du bureau juridique de 1974 à 1978.
Après 1980, il continue son parcours en étant désigné comme conseiller de cours de cassation italiennes.
En 1979, il commence une carrière au sein de la cour de justice de l'Union européenne, où il est avocat général, jusqu'en 1984. 
Dès 1989, il est juge au tribunal de l'Union européenne, et devient président du tribunal de l'Union européenne le 18 septembre 1995 jusqu'au 4 mars 1998.